# آب‌انبار قرائی
آب‌انبار قرائی، آب‌انباری است مربوط به دوره قاجار که در روستای سرند از توابع دهستان باغستان بخش مرکزی شهرستان فردوس واقع شده‌است. این اثر در تاریخ ۲۶ دی ۱۳۸۶ با شمارهٔ ثبت ۲۰۵۷۹ به‌عنوان یکی از آثار ملی ایران به ثبت رسیده است.